# Projeto de Passarelas em Bombaim
O Projeto de Passarelas em Bombaim (Mumbai Skywalk Project) é uma série de vias aéreas para uso de pedestres na Região Metropolitana de Bombaim (Mumbai). As passarelas conectam as estações ferroviárias suburbanas de Mumbai e áreas comerciais com outros destinos populares. Em síntese, o objetivo das passarelas é a dispersão eficiente de passageiros de áreas congestionadas para locais estratégicos, como estações de ônibus, pontos de táxi, áreas comerciais, etc.
A primeira passarela foi inaugurada em 24 de junho de 2008. Há 367 passarelas na Região Metropolitana de Mumbai. O tráfego médio diário estipulado em 23 passarelas foi de, aproximadamente, 565.000 pessoas. Essa estimativa foi feita em agosto de 2010.

## História

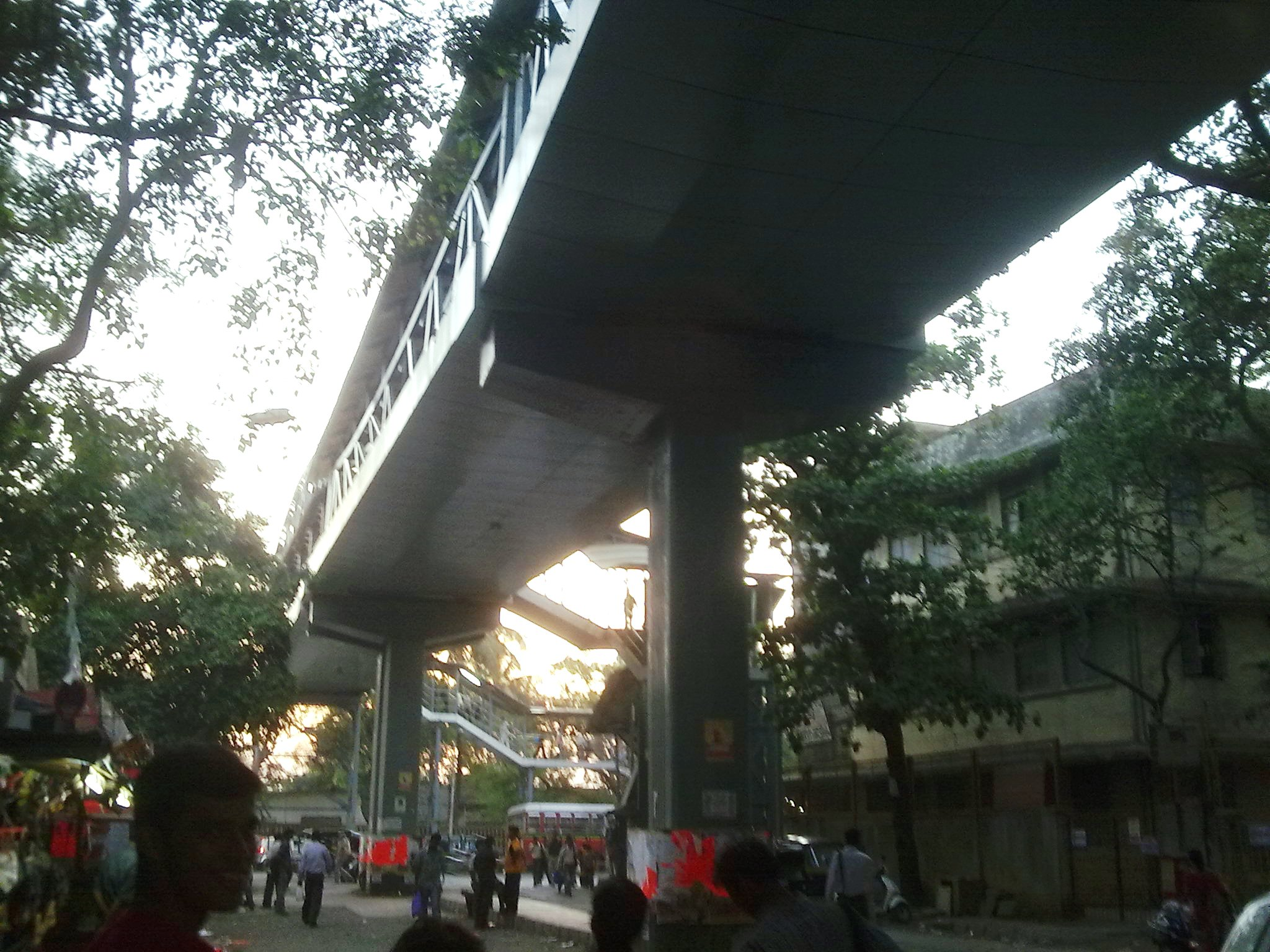
Passarela em Vile-Parle

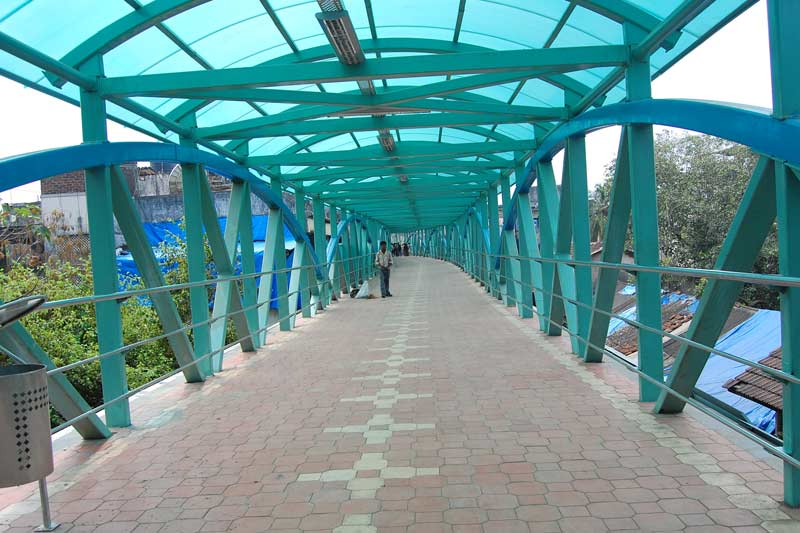
Passarela em Vasai, visão interna

A ferrovia suburbana de Mumbai tem uma das maiores densidades de passageiros, quando comparado com outras estações equivalentes mundo afora. Com quase 7 milhões de usuários usando o sistema diariamente, somados as integrações de transporte em suas proximidades (estações de ônibus, pontos de táxi, pontos de triciclos motorizados, etc.), temos que essas estações ferroviárias são as áreas mais congestionadas da cidade. Ademais, o problema é ainda mais agravado pela presença de vendedores ambulantes e veículos estacionados, tornando o trajeto perigoso para os pedestres. Em 2007, a Autoridade de Desenvolvimento da Região Metropolitana de Mumbai (sigla MMRDA, em inglês) concebeu a ideia de passarelas em resposta a esses problemas.
A MMRDA planejou construir 50 passarelas na primeira fase, variando de 2 a 3 quilômetros de comprimento. As primeiras 18 passarelas seriam construídas pela empresa Maharashtra State Road Development Corporation Limited, MSRDC. Seguindo os elogios e as críticas de usuários das passarelas existentes, com base nas rotas propostas e outros planos de desenvolvimento, 17 (das planejadas) foram canceladas e outras adicionadas. Esperava-se que a primeira fase do projeto, consistindo em 50 passarelas, custasse cerca de ₹6,0721 bilhões (R$ 435 milhões).
A proposta da passarela Mahim East foi contestada pelo Comitê de Protesto de Elaboração do Projeto. Desse modo, para resolver essa disputa, a MMRDA anunciou em junho de 2009 que estava cancelando a proposta da passarela Mahim East devido a "conflitos de alinhamento com o Projeto de Redesenvolvimento de Dharavi".
A primeira passarela foi concluída em junho de 2008 conectando a estação de Bandra ao terminal de Kalanagar, medindo 1,3 km. É usado por mais de 100.000 pedestres diariamente.
A MMRDA recuperou parte dos custos de manutenção com a venda de espaço publicitário nas passarelas.

## Passarelas
Existem atualmente 37 passarelas na Região Metropolitana de Mumbai:
| Nº (por inauguração)       | Localização (Pontos cardeais) | Comprimento (m) |
| -------------------------- | ----------------------------- | --------------- |
| 1 (existente)              | Ambarnath (W)                 | 350             |
| 2 (existente)              | Andheri (E)                   | 581             |
| 3 (existente)              | Bandra (E) Court              | 494             |
| 4 (1ª criada pelo projeto) | Bandra (E) – Kalanagar        | 970             |
| 5                          | Bandra (W)                    | 864             |
| 6                          | Balapur (E)                   | 449,12          |
| 7                          | Balapur (W)                   | 391,5           |
| 8                          | Bhandup (W)                   | 465             |
| 9                          | Bhayandar (W)                 | 225             |
| 10                         | Borivali (W)                  | 1395            |
| 11                         | Chembur                       | 323             |
| 12                         | Cotton Green                  | 385             |
| 13                         | Dahisar (E)                   | 410             |
| 14                         | Dahisar (W)                   | 850             |
| 15                         | Goregaon (W)                  | 625             |
| 16                         | Ghatkopar (W)                 | 315             |
| 17                         | Grant Road                    | 650             |
| 18                         | Kalyan (E)                    | 637             |
| 19                         | Kalyan (W)                    | 1287            |
| 20                         | Kandivali (E)                 | 1025            |
| 21                         | Kanjurmarg (E)                | 222             |
| 22                         | Mira Road (E)                 | 525             |
| 23                         | Santacruz (E)                 | 685             |
| 24                         | Santacruz (W)                 | 438             |
| 25                         | Sion                          | 1041            |
| 26                         | Thane (E)                     | 1350            |
| 27                         | Ulhasnagar (E)                | 445             |
| 28                         | Ulhasnagar (W)                | 890             |
| 29                         | Vasai Road (W)                | 615             |
| 30                         | Vidyavihar (E)                | 191             |
| 31                         | Vidyavihar (W)                | 149             |
| 32                         | Vikhroli (W)                  | 440             |
| 33                         | Vile Parle (W)                | 460             |
| 34                         | Virar (E)                     | 285             |
| 35                         | Virar (W)                     | 630             |
| 36                         | Wadala                        | 750             |
| 37                         | Kharghar                      | 1780            |